# Tinnanūr
Tinnanūr är en ort i Indien.   Den ligger i distriktet Kancheepuram och delstaten Tamil Nadu, i den södra delen av landet, 1 800 km söder om huvudstaden New Delhi. Tinnanūr ligger 36 meter över havet och antalet invånare är 22 125.
Terrängen runt Tinnanūr är mycket platt. Runt Tinnanūr är det mycket tätbefolkat, med 2 711 invånare per kvadratkilometer. Närmaste större samhälle är Āvadi, 8,9 km öster om Tinnanūr. Omgivningarna runt Tinnanūr är en mosaik av jordbruksmark och naturlig växtlighet.